# Jabloňany
Jabloňany (en allemand : Jablonian) est une commune du district de Blansko, dans la région de Moravie-du-Sud, en République tchèque. Sa population s'élevait à 391 habitants en 2020.

## Géographie
Jabloňany se trouve à 5 km au sud-ouest de Boskovice, à 12 km au nord-nord-ouest de Blansko, à 31 km au nord de Brno et à 171 km à l'est-sud-est de Prague.
La commune est limitée par Sebranice et Skalice nad Svitavou au nord, par Lhota Rapotina à l'est, par Obora au sud et par Voděrady à l'ouest.

## Histoire
La première mention écrite de la localité date de 1357.